# 時間反転対称性
時間反転対称性（じかんはんてんたいしょうせい、英語: time reversal symmetry）とは T : t → −t となるような変換に関しての物理的対称性である。T対称性（英語: T-symmetry）とも。

## 量子力学
初期状態と終状態を反転する変換下での物理的現象の不変性が物理学でしばしば考察の対象となる。時間反転演算子を T とすれば
{\displaystyle THT^{\dagger }=H}
{\displaystyle Te^{-iH(t_{f}-t_{i})}T^{\dagger }=e^{iH(t_{f}-t_{i})*}}
となる。
初期状態 |φi⟩ から 終状態 |φf⟩ へ時間発展するある物理現象を考えた場合に、行列要素が
{\displaystyle \langle \phi _{f}|e^{-iH(t_{f}-t_{i})}|\phi _{i}\rangle }
となる。これは
{\displaystyle \langle \phi _{i}|T^{\dagger }e^{-iH(t_{f}-t_{i})}T|\phi _{f}\rangle }
すなわち T|φf⟩ から T|φi⟩ への時間発展という物理現象についての行列要素と等しい。

### アンチユニタリ演算子
アンチユニタリ演算子は
{\displaystyle A(c_{1}|\phi _{1}\rangle +c_{2}|\phi _{2}\rangle )=c_{1}^{*}A|\phi _{1}\rangle +c_{2}^{*}A|\phi _{2}\rangle }
{\displaystyle A^{\dagger }A=I}
と定義される。
例えばある系の基本となる方程式は、
{\displaystyle i\hbar {\frac {\partial |\psi \rangle }{\partial t}}=H|\psi \rangle }
である。これの時間ミラー系を考えた場合に、仮に時間反転演算子がユニタリであれば、
{\displaystyle i\hbar {\frac {\partial |\psi '\rangle }{\partial t'}}=H'|\psi '\rangle }
{\displaystyle \Leftrightarrow i\hbar {\frac {\partial T|\psi \rangle }{\partial (-t)}}=THT^{\dagger }T|\psi \rangle }
{\displaystyle \Leftrightarrow -i\hbar {\frac {\partial |\psi \rangle }{\partial t}}=H|\psi \rangle }
となって元の系の方程式とは符号が異なってしまう。であるから、時間反転演算子{\displaystyle T}はアンチユニタリ演算子でなければならない。